# Copa Suat 2015 (segunda edición)
La Copa Suat (por motivos de patrocinio) fue un torneo de pretemporada de fútbol de carácter amistoso que se disputó en el Estadio Parque Luis Méndez Piana en Montevideo, Uruguay.
Esta edición especial se jugó en los días 29 de septiembre y 1 de octubre del 2015.
La Copa se jugó con equipos que iban a participar en el Campeonato Uruguayo de Segunda División 2015-16. El motivo fue por los 100 años del Club Sportivo Miramar Misiones.
En esta edición participaron los siguientes equipos:
- C. S. Miramar Misiones - Invitado uruguayo
- C. A. Torque - Invitado uruguayo
- Cerro Largo F. C. - Invitado uruguayo
- C. A. Boston River - Invitado uruguayo

## Resultados
|  | Semifinales                    | Semifinales                    |       |                            | Final                      | Final |  |
|  |                                |                                |       |                            |                            |       |  |
|  |                                |                                |       |                            |                            |       |  |
|  | Martes 29 de septiembre, 14:00 |                                |       |                            |                            |       |  |
|  | Cerro Largo                    | 2                              |       |                            |                            |       |  |
|  | Boston River                   | 2                              |       |                            |                            |       |  |
|  |                                |                                |       |                            |                            |       |  |
|  |                                |                                |       |                            | Jueves 1 de octubre, 14:00 |       |  |
|  |                                |                                |       |                            | Miramar Misiones           | 0 (5) |  |
|  |                                | Boston River                   | 0 (4) |                            |                            |       |  |
|  |                                |                                |       |                            |                            |       |  |
|  |                                |                                |       |                            |                            |       |  |
|  |                                |                                |       |                            | Tercer puesto              |       |  |
|  | Martes 29 de septiembre, 16:00 | Martes 29 de septiembre, 16:00 |       | Jueves 1 de octubre, 16:00 | Jueves 1 de octubre, 16:00 |       |  |
|  | Miramar Misiones               | 1                              |       | Torque                     | 0                          |       |  |
|  | Torque                         | 0                              |       |                            | Cerro Largo                | 2     |  |

### Semifinales
| 29 de septiembre de 2015, 14:00 | Cerro Largo | 1:2 (0:2) | Boston River      | Méndez Piana, Montevideo      |                               |
|                                 | Álvez 57'   | Reporte   | 12' 20' Rodríguez | Árbitro(s): Claudia Umpiérrez | Árbitro(s): Claudia Umpiérrez |

| 29 de septiembre de 2015, 16:00 | Miramar Misiones | 1:0 (0:0) | Torque | Méndez Piana, Montevideo   |                            |
|                                 | Ortiz 71'        | Reporte   |        | Árbitro(s): Adrián Sánchez | Árbitro(s): Adrián Sánchez |

### Tercer puesto
| 1 de octubre de 2015, 14:00 | Cerro Largo             | 2:0 (1:0) | Torque | Méndez Piana, Montevideo                                |                                                         |
|                             | Neves 40' · Silvera 50' | Reporte   |        | Asistencia: 150 espectadores Árbitro(s): Gustavo Tejera | Asistencia: 150 espectadores Árbitro(s): Gustavo Tejera |

### Final
| 1 de octubre de 2015, 16:00 | Miramar Misiones                                                | 0:0 (5:4 p.)               | Boston River                                                 | Méndez Piana, Montevideo                                |                                                         |
|                             |                                                                 | Reporte                    |                                                              | Asistencia: 350 espectadores Árbitro(s): Adrián Sánchez | Asistencia: 350 espectadores Árbitro(s): Adrián Sánchez |
|                             |                                                                 | Tiros desde el punto penal |                                                              |                                                         |                                                         |
|                             | Labandeira · Acevedo · Acosta · Espiga · Castilla · Noy · Siles |                            | Vila · Lazo · Freire · Klingender · Peña · Asconeguy · Barán |                                                         |                                                         |

| Bandera de Uruguay |
| Campeón            |
| Miramar Misiones   |
| 1.er título        |